# Lev Grossman
Lev Grossman (Lexington, 26 giugno 1969) è uno scrittore e giornalista statunitense.
È noto per i romanzi Codex (2004) bestseller internazionale e Warp (1997, inedito in Italia). Inoltre, ha ideato una trilogia Il mago (2009), Il re mago (2011), e The Magician's Land (2014), da cui è stata tratta la serie televisiva The Magicians (2015). Lev Grossman è uno scrittore e critico per il  periodico Time.

## Opere
- Warp, 1997 (inedito in Italia).
- Codex [Codex], Segrate, Rizzoli, 2005  [2004], ISBN 978-88-170-2033-6.
- Il mago (The Magicians, 2009); Rizzoli, 2010.
- Il re mago (The Magician King, 2011); Rizzoli, 2017.
- The Magician's Land, 2014 (inedito in Italia).
- La locomotiva magica (The Silver Arrow, Little, Brown, 2020); Salani, 2021.